# Gary Coleman
Gary Wayne Coleman (8. února 1968, Zion v Illinois, USA – 28. května 2010, Provo v Utahu, USA) byl americký herec známý zejména pro svou roli v sitcomu Diff'rent Strokes, kde hrál postavu Arnolda Jacksona.

## Život
Narodil se v Zionu v Illinois v USA. Byl adoptován zdravotní sestrou Edmonií Sue a řidičem vysokozdvižného vozíku W. G. Colemanem. Kvůli poruše ledvin se mu zastavil růst (výška 1,42 metru) a musel denně docházet na dialýzu. Také dvakrát podstoupil transplantaci ledvin.
V roce 2007 se tajně oženil s Shannon Priceovou, se kterou se seznámil během natáčení filmové komedie Church Ball.
Dne 26. května 2010 byl přijat do nemocnice v Provu poté, co upadl ve svém domě. Podle mluvčího nemocnice byl při vědomí. 27. května se však jeho stav zhoršil a následující den zemřel. Jako příčina úmrtí byl uveden epidurální hematom.

## Filmografie

### Film
| Rok  | Film                                    | Poznámky                               |
| ---- | --------------------------------------- | -------------------------------------- |
| 1980 | Scout's Honor                           |                                        |
| 1981 | On the Right Track                      |                                        |
| 1982 | Jimmy the Kid                           |                                        |
| 1983 | The Kid with the 200 I.Q.               |                                        |
| 1985 | Playing with Fire                       |                                        |
| 1994 | Party                                   | krátký film; Coleman byl i producentem |
| 1994 | S.F.W.                                  | cameo                                  |
| 1996 | Fox Hunt                                |                                        |
| 1997 | Off the Menu: The Last Days of Chasen's | dokument                               |
| 1998 | Dirty Work                              | cameo                                  |
| 1998 | Like Father, Like Santa                 | Hlídač skřítků                         |
| 2000 | The Flunky                              |                                        |
| 2000 | Shafted!                                |                                        |
| 2002 | Frank McKlusky, C.I.                    | cameo                                  |
| 2003 | Dickie Roberts: Former Child Star       | cameo                                  |
| 2004 | Chasing the Edge                        | cameo; krátký film                     |
| 2004 | Save Virgil                             | krátký film                            |
| 2005 | A Christmas Too Many                    |                                        |
| 2006 | Church Ball                             |                                        |
| 2008 | An American Carol                       |                                        |
| 2009 | Midgets vs. Mascots                     | hraje sám sebe                         |

### Televize
- Poprvé se objevil v reklamě pro Harris Bank.
- The Jeffersons (1977, host)
- Good Times (1977, host)
- Diff'rent Strokes (1978–1986)
- The Kid from Left Field (1979)
- Scout's Honor (1980)
- The Facts of Life (1980)
- Buck Rogers in the 25th Century (epizoda "The Cosmic Wizz-Kid", v pozdějších epizodách camea)
- The Kid with the Broken Halo (1982)
- The Gary Coleman Show (1982) (dabing)
- The Kid with the 200 I.Q. (1983)
- The Fantastic World of D.C. Collins (1984)
- Playing with Fire (1985)
- 227 (1990)
- Fresh Prince of Bel-Air (host) (jako Arnold Jackson) (1992)
- The Ben Stiller Show (1993) hraje sám sebe
- Like Father, Like Santa (1998)
- Simpsonovi, "Hračka snů" (19. prosinec 1999)
- The Drew Carey Show, "What's Wrong with this Episode? IV" (28. březen 2001)
- Drake and Josh (host)
- A Carol Christmas (2003)
- My Wife and Kids (host)
- The Jamie Foxx Show (host jako Amor)
- Married… with Children (host)
- Drake and Josh hraje sám sebe
- Unscrewed with Martin Sargent (2003–2004, host)
- Simon & Simon, "Like Father, Like Son"
- The Parkers hraje sám sebe
- Simpsonovi hraje sám sebe
- Penn & Teller: Bullshit! "The Apocalypse" hraje sám sebe (16. července 2009, host)

### Hry
- Postal 2 hraje sám sebe

## Avenue Q
Byl parodován v broadwayském muzikálu Avenue Q. Postava zde představená jako Coleman pracuje jako správce obytného komplexu, ve kterém se příběh odehrává. V písni „It Sucks to be Me“ si stěžoval na svůj osud.
Tuto roli původně hrála Natalie Venetia Belconová.

## Kandidatura na kalifornského guvernéra
Stejně jako Arnold Schwarzenegger kandidoval v mimořádných volbách v roce 2003 na kalifornského guvernéra, ale skončil na osmém místě.